# Гулед, Абдикарим Хусейн
Абдикарим Хусейн Гулед (сомал. Cabdikariim Xuseen Guuleed; араб. عبد الكريم حسين جوليد‎; 1967, Беледуэйне, Сомали) — сомалийский политический деятель, президент Галмудуга (2015—2017).
Родился в 1967 году в Беледуэйне, провинции Хиран, в семье исламских учёных.